# 충매화

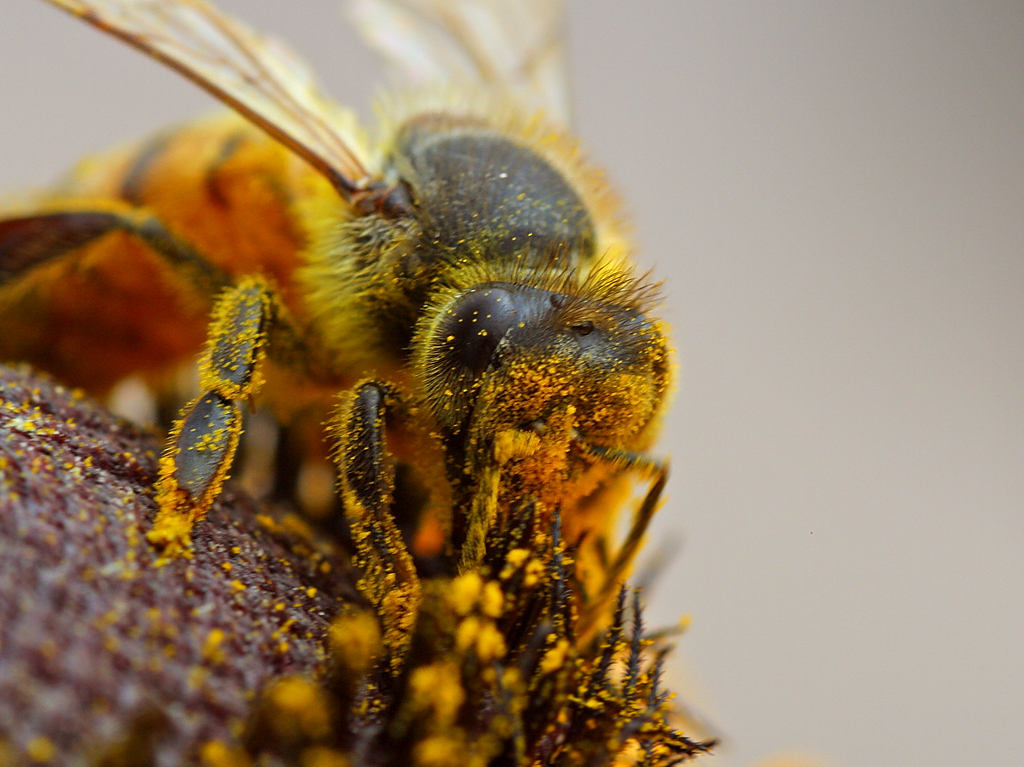

충매화(蟲媒花, entomophily or insect pollination)는 벌레, 주로 곤충을 매개로 하여 수분(꽃가루받이)이 이루어지는 꽃이다. 가루 받이의 형태로는 동물을 매개로 한 수분이다.

## 종류
곤충을 유인하기 위하여 향기가 좋고, 꽃잎이 아름답다.
분꽃, 장미, 개나리, 봉숭아, 소철, 연꽃 등이 이에 포함된다.